# مكابيون

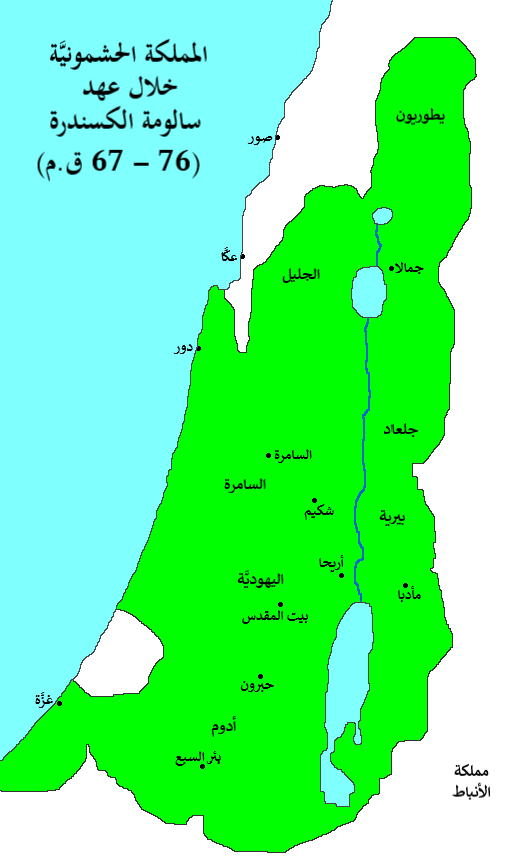
أقصى اتساع للمناطق التي سيطر عليها المكابيون.

المكابيون (بالعبرية: מכבים مكابيم أو מקבים مقابيم) مجموعة من المحاربين المتمردين اليهود الذين سيطروا على يهودا، والتي كانت آنذلك جزءًا من الإمبراطورية السلوقية. أسسوا السلالة الحشمونية التي حكمت من 167 قبل الميلاد إلى 37 قبل الميلاد، وكانت مملكة مستقلة تمامًا من حوالي 110 إلى 63 قبل الميلاد. أعاد المكابيون تعاليم الدين اليهودي جزئياً عن طريق التحول القسري، ووسعوا حدود مملكة يهودا بالغزوات وقللوا من تأثير الهلينية واليهودية الهلنستية.
تروي الترجمة السبعينية للكتاب المقدس تاريخ المكابيين في سفري المكابيين الأول والثاني بما يسمى بالأسفار القانونية الثانية.

## طالِع أيضًا
- التمرد المكابي